# The Only Thing That Looks Good on Me Is You
The Only Thing That Looks Good on Me Is You is een nummer van de Canadese rockzanger Bryan Adams uit 1996. Het is de tweede single van zijn zevende studioalbum 18 til I Die.
Met "The Only Thing That Looks Good on Me Is You" wordt Adams genomineerd voor een Grammy Award in de categorie 'Best Male Rock Vocal Performance', die hij niet won. In 1997 werd het gebruikt in de film Excess Baggage.
Het nummer werd Adams' zevende nummer 1-hit in zijn thuisland Canada. Over de rest van de wereld werd het nummer een bescheiden hitje. In de Nederlandse Top 40 haalde het de 23e positie, en in de Vlaamse Ultratop 50 de 30e.